# Кристи, Михаил Петрович
Михаи́л Петро́вич Кри́сти (1875, Измаил — 27 сентября 1956) — российский революционер, журналист, советский государственный деятель.

## Биография
Родился в 1875 году Измаиле в семье чиновника городской управы, выходца из Македонии. Вскоре после рождения сына семья переехала в Крым. Окончил гимназию. С 1895 сотрудничает в местных газетах, затем становится редактором и издателем нескольких изданий либерального направления: «Накануне», «Крымская газета», «Южный курьер». В 1898—1899 отбывал воинскую повинность.
Участвовал в политической деятельности с 1893 года. Член РСДРП с 1898 года. С 1900 года проживал в Керчи. В 1905 году М. П. Кристи, в это время — гласный городской думы и лидер керченских социал-демократов, активно участвует в революционных событиях. В 1906 его издания закрывают, а издателя привлекают к суду и подвергают аресту. Выпущенный под залог, Кристи эмигрирует. До 1917 года жил в Швейцарии, Франции, Австрии, Италии. Получил образование на естественном и литературном факультетах Лозаннского университета.
В апреле 1917 года М. П. Кристи возвращается в Россию в одном из «пломбированных» вагонов.
В конце 1917 года был направлен в Крым. Рассматривался даже вопрос о назначении его на должность главы крымского правительства, но в январе 1918 года он оказался во главе Керчи во время красного террора в Крыму. Входил в Президиум Керченского совета рабочих и крестьянских депутатов, уже не будучи членом РСДРП. Полковник Н. Н. Кришевский писал: «С благодарностью я вспоминаю г. Кристи, идейного большевика, которого судьба поставила во главе большевистской власти в Керчи. Интеллигентный человек, мягкий и кроткий, хотя — горячий и искренний последователь большевистских идей, но враг всякого насилия, крови и казней, обладая большой волей и характером, один только Кристи спас Керчь от резни, которую много раз порывались произвести пришлые матросы с негласного благословения Совдепа».
В 1918—1926 годах М. П. Кристи служил в Петроградском отделе научных учреждений и вузов, участвовал в работе ЦЕКУБУ, с 1925 года был заведующим ленинградским отделом Главнауки. В эти годы М. П. Кристи курирует организацию Государственного рентгенологического и радиологического института, Ленинградского физико-технчического института, Радиевого института, Государственного оптического института.. В 1926 году получает назначение заместителем начальника Главнауки и переезжает в Москву.
Постановлением Главискусства от 27 ноября 1928 года М. П. Кристи назначен директором Третьяковской галереи. Он возглавлял музей с 1928 по 1933 год и с 1934 по октябрь 1937 года, а в 1933—1934 был заместителем директора. В этот период в Третьяковке были организованы отдел и фонд древнерусского искусства, которые стали крупнейшим собранием и центром реставрации икон. В это же время происходит массовая продажа произведений искусства, в частности, икон, за границу.
В октябре 1937 года М. П. Кристи снят с должности и вскоре арестован. В 1938 году освобождён. Затем до 1948 года — член правления Московского союза советских художников.
Умер 27 сентября 1956 года. Похоронен на Новодевичьем кладбище.

## Семья
Братья:
- Николай Петрович Кристи — художник и скульптор[11].
- Павел Петрович Кристи[11]
- Христофор Петрович Кристи (?—1937) — российский дипломат[11][12].

Первая жена: Надежда Самойловна Кристи — (1888 — нач. 1920-х гг.) — пианистка, окончила Парижскую консерваторию.
- Дочь: Наталия Михайловна Кристи (1907—1989) — физик, научный сотрудник Радиотехнического институтата АН СССР[11].
- Сын: Леонид Михайлович Кристи (1910—1984) — режиссёр документального кино.
- Сын: Сергей Михайлович Кристи (1921—1986) — автор бардовских песен, журналист[14][15].

Вторая жена: Ольга Фёдоровна Кристи (1899—1969).
Правнучка: Кристи Надежда Михайловна (1971)
Праправнучка: Астафьева Анна Александровна (2003)-преподаватель в колледже.

## Память
Именем М. П. Кристи названа улица в Керчи.